# Monts White Cloud
Pour l’article homonyme, voir White Cloud (Michigan).
Les monts White Cloud sont un massif montagneux du centre de l’État de l'Idaho dans les montagnes Rocheuses. Ils culminent au pic Castle à 3 601 m d'altitude.

## Source de la traduction
- (en) Cet article est partiellement ou en totalité issu de l’article de Wikipédia en anglais intitulé « White Cloud Mountains » (voir la liste des auteurs).